# Willencourt
Willencourt település Franciaországban, Pas-de-Calais megyében. Lakosainak száma 138 fő (2022. január 1.). Willencourt Le Ponchel, Auxi-le-Château, Neuilly-le-Dien és Vitz-sur-Authie községekkel határos.

## Népesség
A település népessége az elmúlt években az alábbi módon változott:
| Lakosok száma | 141  | 138  | 134  | 135  | 136  | 137  | 137  | 138  |
|               | 2013 | 2015 | 2017 | 2018 | 2019 | 2020 | 2021 | 2022 |